# Swollen Members
Swollen Members är en kanadensisk hiphopgrupp bestående av Prevail (eg. Kiley Hendriks) (MC), Madchild (eg. Shane Bunting) (MC) och Rob the Viking (eg. Robin Hooper) (DJ/Producent). Tillsammans med Nelly Furtado har de gjort singeln "Breath".

## Medlemmar
Nuvarande medlemmar
- Madchild – (1996– )
- Prevail – (1992– )
- Rob the Viking – (2002– )

Tidigare medlemmar
- Moka Only – (1992–1996, 2002–2005)
- Easy Roc – (1996–1998)
- Zodak – (1996–1999)

## Diskografi
Studioalbum
- 1999 – Balance
- 2001 – Bad Dreams Instrumentals
- 2001 – Balance Instrumentals
- 2001 – Bad Dreams
- 2003 – Heavy Instrumentals
- 2003 – Heavy
- 2006 – Black Magic
- 2009 – Armed to the Teeth
- 2011 – Dagger Mouth
- 2011 – Monsters II
- 2011 – 1997
- 2013 – Beautiful Death Machine
- 2014 – Brand New Day

Singlar (urval)
- 2002 – "Bring It Home" (#3 på Canadian Hot 100)
- 2002 – "Breath" (med Nelly Furtado)
- 2009 – "Warrior" (med Tre Nyce och Young Kash) (#94 på Canadian Hot 100)